# Llanfairpwllgwyngyllgogerychwyrndrobwllllantysiliogogogoch

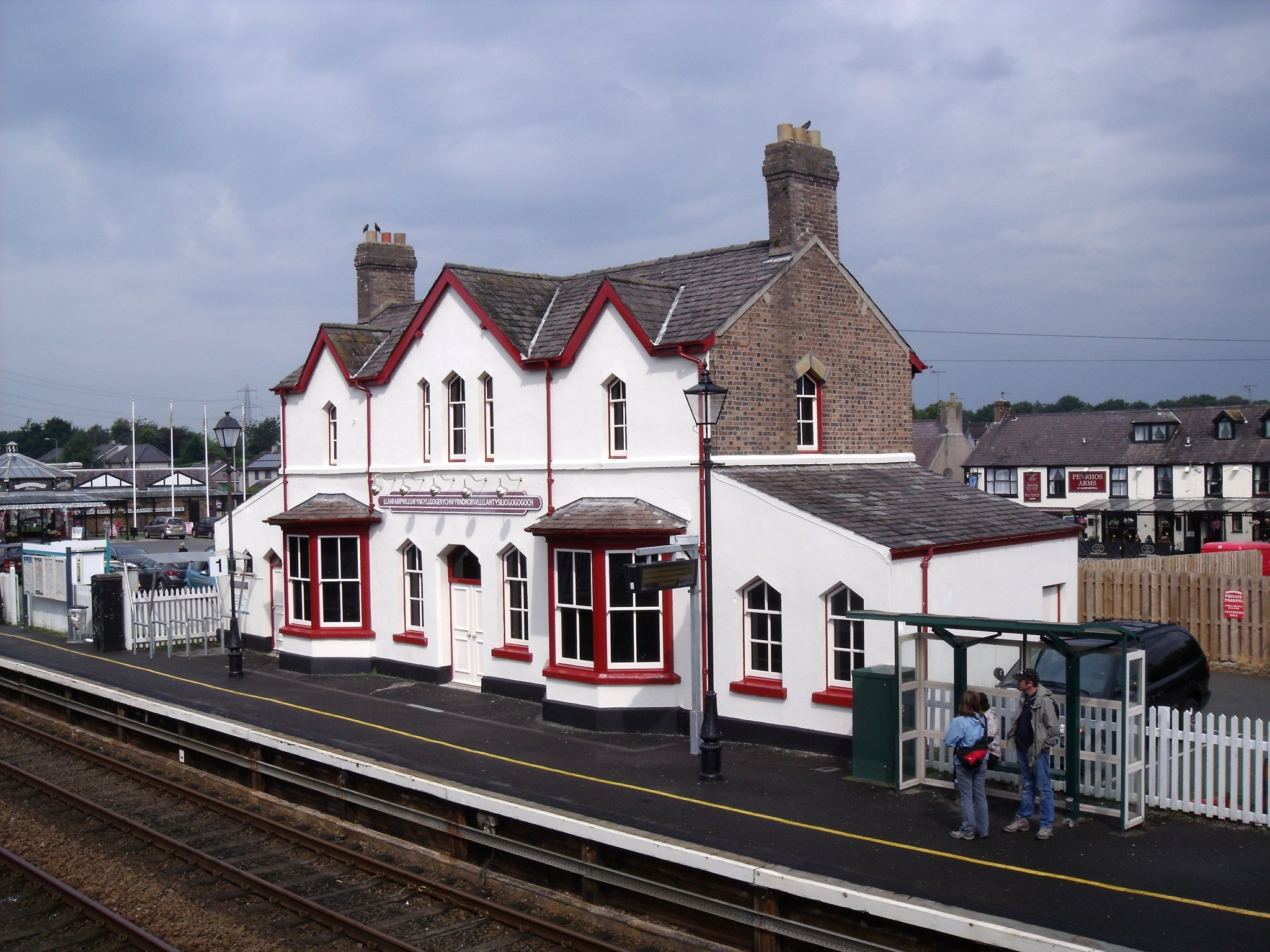
L'estació de tren de Llanfairpwllgwyngyllgogerychwyrndrobwllllantysiliogogogoch

Llanfairpwllgwyngyll (pronunciat [ɬanˌvairpuɬˈɡwɨ̞nɡɨ̞ɬ]), i oficialment Llanfairpwllgwyngyllgogerychwyrndrobwllllantysiliogogogoch, és un poble de l'illa de Mona (Anglesey), al País de Gal·les. Es troba a l'estret de Menai, i el pont Britannia el comunica amb la ciutat de Bangor, a l'altra banda de l'estret. Aquesta localitat també és coneguda amb els noms alternatius de Llanfairpwll o Llanfair PG, que el distingeixen d'altres llocs de Gal·les que també comencen per Llanfair. La seva variant oficial de Llanfairpwllgwyngyllgogerychwyrndrobwllllantysiliogogogoch consta com el topònim més llarg del Regne Unit i el tercer més llarg del món.

## Nom

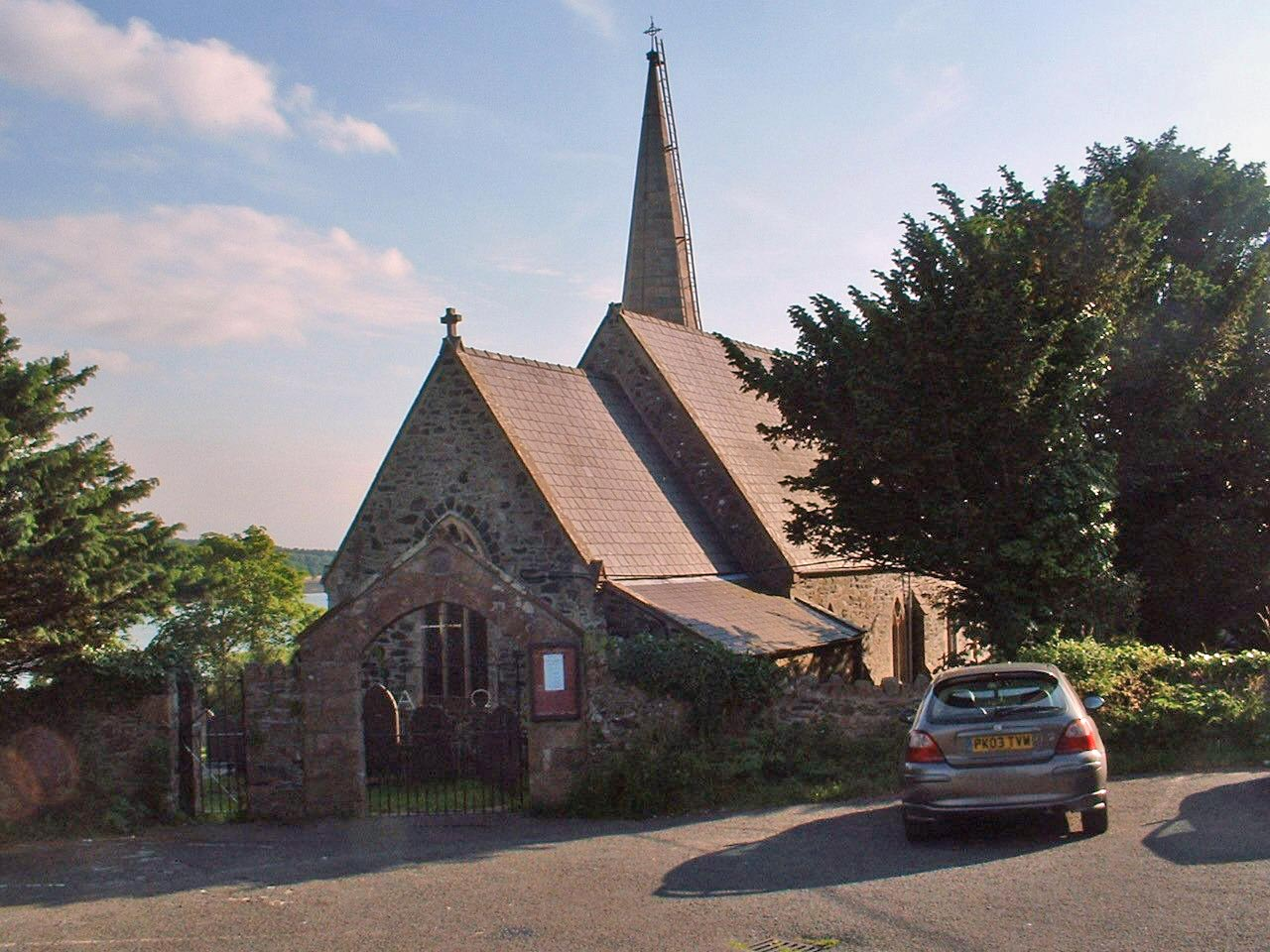
L'església de Santa Maria (de la fondalada de l'avellaner blanc)

En gal·lès, el nom del poble en la seva variant llarga significa «Parròquia de Santa Maria a la fondalada de l'avellaner blanc prop del remolí ràpid i de la parròquia de Sant Tysilio de la gruta roja».
No obstant això, el nom del poble s'abrevia freqüentment com a Llanfair PG (Llanfairpwll per als gal·lesos). Això és suficient per a distingir-lo d'altres llocs de Gal·les que comencen també per Llanfair. També se'n diu Llanfair Pwllgwyngyll i Llanfairpwllgwyngyll. A l'entrada del poble, el cartell diu Llanfairpwllgwyngyll, el poble apareix als mapes oficials de l'Institut Geogràfic del Regne Unit com a Llanfair Pwllgwyngyll, i és conegut localment com a Llanfairpwll o Llanfair. L'estació de tren, tot i els cartells amb la versió llarga del nom, és coneguda oficialment com a Llanfairpwll.
El nom llarg va ser decidit els anys 1860 pel consell del poble, bàsicament com a invent publicitari, per dotar el poble del privilegi de tenir el nom més llarg d'estació ferroviària a la Gran Bretanya. Aquest nom no es pot considerar el veritable topònim gal·lès, ja que el nom original és Llanfair Pwllgwyngyll ('Parròquia de Santa Maria a la fondalada de l'avellaner blanc') i representa 17 lletres en l'alfabet gal·lès i 20 en l'anglès.

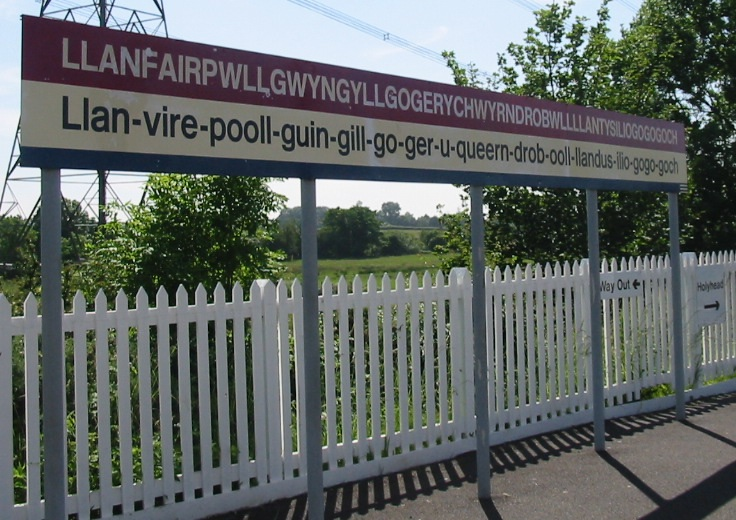
Cartell a l'andana de l'estació, amb una pronunciació "aproximada" per als anglòfons

### Pronunciació
Al cartell de l'estació de tren es presenta una versió d'aquest nom gal·lès fonèticament més còmoda de llegir per als anglòfons: Llan-vire-pooll-guin-gill-go-ger-u-queern-drob-ooll-llandus-ilio-gogo-goch. Una altra aproximació a la pronunciació per als anglòfons podria ser: Clan vira poolth gwinn gith gor gerrick win drob booth clan tay see lee oh go go gok. En l'alfabet fonètic internacional en una de les pronunciacions gal·leses, seria: [ˌɬanvairˌpuɬɡwɨ̞ŋˌɡɨ̞ɬɡoˌɡɛrəˌχwərnˌdrobuɬˌɬantɨ̞ˌsiljoˌɡoɡoˈɡoːχ].

## En la cultura popular
Aquest nom es va utilitzar com a element còmic (una contrasenya) en la pel·lícula Barbarella (Roger Vadim, 1968), com també en The Road to Hong Kong (Norman Panama, 1962).
El domini d'Internet del poble és el més llarg (63 lletres) d'entre els dominis .com d'una sola paraula sense guions.

## Turisme

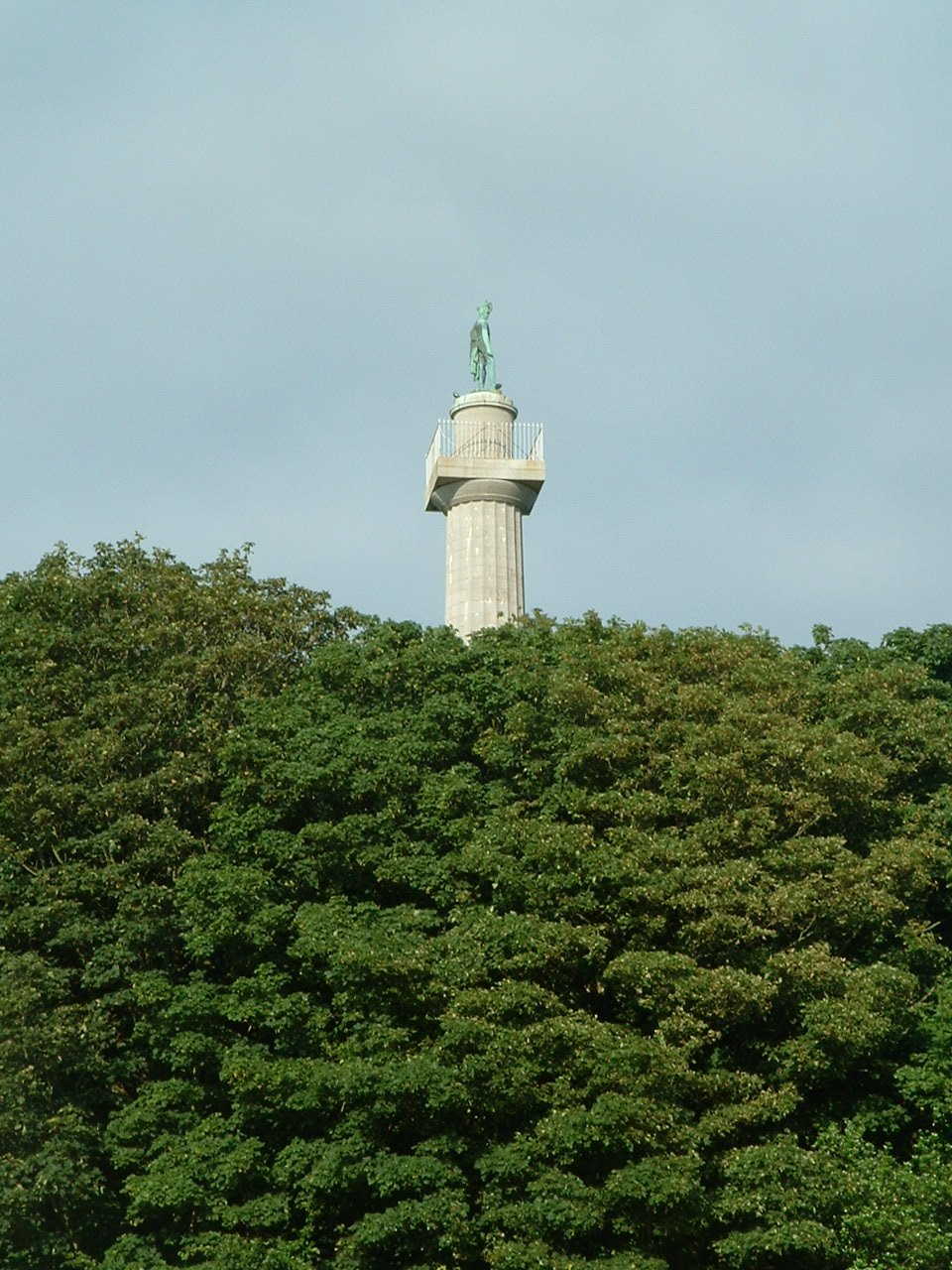
La columna del Marquès d'Anglesey, dissenyada per Thomas Harrison el 1815

És una destinació turística molt visitada. Els turistes solen fotografiar-se amb el cartell que indica el nom de la ciutat o fan posar un segell al passaport a l'ajuntament.
Una altra atracció és la icònica columna del Marquès d'Anglesey, pròxima a la població, de 27 metres d'alçada, que va ser dissenyada per l'arquitecte Thomas Harrison i construïda el 1815 per commemorar les proeses de Henry William Paget, el primer marquès d'Anglesey, en la batalla de Waterloo. Des de dalt estant, s'hi té una excel·lent vista d'Anglesey i de l'estret de Menai, amb les muntanyes de Snowdonia al fons.

## Agermanament
Y (Somme), el municipi amb el nom més curt de França.